# Anacanthobatis marmoratus
Anacanthobatis marmoratus är en rockeart som först beskrevs av von Bonde och Swart 1923.  Anacanthobatis marmoratus ingår i släktet Anacanthobatis och familjen Anacanthobatidae. IUCN kategoriserar arten globalt som otillräckligt studerad. Inga underarter finns listade i Catalogue of Life.